# Хёйгор, Лайвур
Лайвур Хёйгор (фар. Leivur Højgaard; род. 3 января 1996 года в Тофтире, Фарерские острова) — фарерский футболист, защитник.

## Клубная карьера
Хоть Лайвур и является уроженцем Тофтира, свою карьеру он начинал в «НСИ» из Рунавика. В 2012 году Лайвур дебютировал за клубный «дубль», а его первый матч за основной состав в премьер-лиге состоялся 25 апреля 2013 года против команды «ЭБ/Стреймур». Это была его единственная игра за родной клуб в дебютном сезоне, при этом он регулярно выступал за дублирующий состав во втором дивизионе. В сезоне-2014 Лайвур принял участие в 2 матчах за «НСИ» и отыграл все встречи первого дивизиона за клубный «дубль».
В 2015 году Лайвур перебрался в «Б68» из своей родной деревни. В дебютном сезоне за новый клуб он принял участие в 24 матчах первого дивизиона, внеся свой вклад в подъём тофтирцев в премьер-лигу. В сезоне-2016 Лайвур был игроком ротации команды и сыграл в 14 встречах, а «Б68» в конечном итоге опустился в первый дивизион. В следующем сезоне он принял участие в 23 играх первого дивизиона. В начале 2018 года Лайвур получил травму и вернулся на поле только осенью 2019 года, сыграв один матч за «дубль» тофтирцев во втором дивизионе.
В сезоне-2020 Лайвур возобновил выступления за первую команду «Б68», параллельно играя и за дублирующий состав. 29 ноября 2020 года он принял участие в стыковом матче против «АБ», заменив Петура Петерсена на 56-й минуте. По итогам этой встречи его клуб вернулся в высший фарерский дивизион.

## Международная карьера
Лайвур представлял Фарерские острова на юношеском уровне. В 2012 году он отыграл 7 матчей за сборную до 17 лет.